# Amachuma (La Paz)
Amachuma war eine selbständige Ortschaft im Departamento La Paz im südamerikanischen Andenstaat Bolivien.

## Lage im Nahraum
Amachuma war zweitgrößte Gemeinde des Kanton Achocalla im Municipio Achocalla in der Provinz Murillo und liegt auf einer Höhe von 4011 m. Die Ortschaft liegt am Rand der Hochfläche von El Alto, direkt östlich der Ortschaft fällt der Rand der Hochfläche um mehrere einhundert Meter zu den Zuflüssen des Río de la Paz hin ab. Seit der Volkszählung von 2012 ist Amachuma nicht mehr als eigenständige Ortschaft notiert, sondern jetzt Bestandteil der Stadt Achocalla.

## Geographie
Amachuma liegt auf dem bolivianischen Altiplano zwischen den Anden-Gebirgsketten der Cordillera Occidental im Westen und der Cordillera Central im Osten. Das Klima der Region ist ein typisches Tageszeitenklima, bei dem die Durchschnittstemperaturen im Tagesverlauf stärker schwanken als im Jahresverlauf.
Die mittlere Jahrestemperatur der Region liegt bei knapp 9 °C, die Monatswerte schwanken nur unwesentlich zwischen 6 °C im Juli und 10 °C von November bis Februar (siehe Klimadiagramm Viacha). Der Jahresniederschlag beträgt etwa 600 mm, die Monate Mai bis August sind arid mit Monatsniederschlägen von weniger als 15 mm, in den Südsommer-Monaten Januar und Februar werden Monatsniederschläge von mehr als 100 mm gemessen.

## Verkehrsnetz
Amachuma liegt in einer Entfernung von 30 Straßenkilometern südlich von La Paz, der Hauptstadt des Departamentos.
Von La Paz aus führt die asphaltierte Nationalstraße Ruta 2 in westlicher Richtung nach El Alto, von dort die Ruta 1 über Patacamaya nach Caracollo, wo die Ruta 1 weiter nach Oruro im Süden führt und die Ruta 4 ins östlich gelegene Cochabamba abzweigt. Zwölf Kilometer südlich des Flughafens von El Alto zweigt eine unbefestigte Landstraße nach Südosten von der Ruta 1 ab und erreicht Amachuma nach weiteren fünf Kilometern.

## Bevölkerung
Die Einwohnerzahl des Ortes ist in den vergangenen beiden Jahrzehnten auf nahezu das Doppelte angestiegen:
| Jahr | Einwohner | Quelle       |
| ---- | --------- | ------------ |
| 1992 | 544       | Volkszählung |
| 2001 | 794       | Volkszählung |